# Anechura bipunctata
Anechura bipunctata is een insect dat behoort tot de orde oorwormen (Dermaptera).
Het is een van de zeven soorten oorwormen die in Europa voorkomt, de soort komt niet voor in België en Nederland. In Duitsland kwam de oorworm vroeger wel voor maar is hier uitgestorven. In delen van de Alpen is de soort echter nog algemeen en komt zelfs voor tot boven de boomgrens.

## Beschrijving
Anechura bipunctata bereikt een lichaamslengte van 9 tot 14 millimeter en heeft een bruine tot donkerbruine kleur. De meeste soorten oorwormen zijn niet eenvoudig op naam te brengen maar deze soort is duidelijk te herkennen dankzij de gele vlek op iedere achtervleugel. De wetenschappelijke soortnaam bi-punctata betekent twee-vlek en verwijst hiernaar. Ook de punten van de achtervleugels, die iets uitsteken aan de achter van de voorvleugels, zijn lichter gekleurd. De verlengde achterlijfsaanhangsels die bij veel oorwormen aan een pincet doen denken, zijn bij de mannetjes van deze soort kunstig gebogen en doen denken aan het gewei van een hert.

## Algemeen
Net als andere oorwormen, zoals de gewone oorworm (Forficula auricularia) kent de soort een verregaande vorm van broedzorg, die bij deze soort echter nog verder gaat dan bij andere oorwormen. De eitjes worden zodra ze zijn afgezet door het vrouwtje bewaakt en regelmatig schoongelikt. Dit voorkomt dat de eitjes uitdrogen of beschimmelen. Als de nimfen uitkomen worden ze schoongehouden door het moederdier, maar ze hoeven ook geen voedsel te zoeken. De moeder verlaat regelmatig het nest om plantaardig materiaal te voeren aan de jongen, totdat deze het nest verlaten. Van andere oorwormen is dit voeren van de nimfen niet beschreven, al zijn veel soorten nog nauwelijks onderzocht.